# N141 (België)
De N141 is een lokale weg in de Belgische provincies Antwerpen en Limburg. De weg verbindt de N127 in Veerle met de N72 in Heppen. De totale lengte van de N141 bedraagt ongeveer 19 kilometer. De weg heeft een lokale functie maar wordt beheerd door het Agentschap Wegen en Verkeer van het Vlaams gewest.

## Plaatsen langs de N141
- Veerle
- Vorst
- Vorst-Meerlaar
- Genendijk
- Kwaadmechelen
- Oostham
- Heppen

## N141a
De N141a is een 850 meter lange aftakking van de N141 bij Kwaadmechelen. De route verloopt via de Dijkstraat en heeft zowel het begin- als eindpunt op de N141.